# Cymodocea angustata
Cymodocea angustata är en enhjärtbladig växtart som beskrevs av Carl Hansen Ostenfeld. Cymodocea angustata ingår i släktet Cymodocea och familjen Cymodoceaceae. IUCN kategoriserar arten globalt som livskraftig. Inga underarter finns listade.